# Арпунк
Арпунк (арм. Արփունք) — село в Гехаркуникской области Армении. До 25 января 1978 г. село называлось Кясаман, после было переименовано в Бахар; с 19 апреля 1991 г. носит название Арпунк.

## География
Село расположено в восточной части марза, у подножия Севанского хребта, в верховьях реки Масрик, к востоку от автодороги , на расстоянии 95 километров к востоку-юго-востоку (ESE) от города Гавар, административного центра области. Абсолютная высота — 2060 метров над уровнем моря.
Климат
Климат характеризуется как умеренно холодный, влажный (Dfb в классификации климатов Кёппена). Среднегодовая температура воздуха составляет 5,3 °C. Средняя температура самого холодного месяца (января) составляет −5,7 °С, самого жаркого месяца (июля) — 15,7 °С. Расчётная многолетняя норма атмосферных осадков — 570 мм. Наибольшее количество осадков выпадает в мае (96 мм).

## Население
По данным «Сборника сведений о Кавказе» за 1880 год в селе Кясаман Новобаязетского уезда по сведениям 1873 года было 39 дворов и проживало 379 азербайджанцев (указаны как «татары»), которые были шиитами.
По данным Кавказского календаря на 1912 год, в селе Кясаман Новобаязетского уезда проживало 738 человек, в основном азербайджанцев, указанных как «татары».
| Год переписи | Население          | Население          | Население          | Население            | Население            | Население            |
| Год переписи | Наличное население | Наличное население | Наличное население | Постоянное население | Постоянное население | Постоянное население |
| Год переписи | Всего              | Мужчины            | Женщины            | Всего                | Мужчины              | Женщины              |
| ------------ | ------------------ | ------------------ | ------------------ | -------------------- | -------------------- | -------------------- |
| 2001         | 436                | 212                | 224                | 458                  | 227                  | 231                  |
| 2011         | 564                | 271                | 293                | 568                  | 274                  | 294                  |

| Год  | Численность | Численность |
| ---- | ----------- | ----------- |
| 1831 | 166         | [ 10 ]      |
| 1873 | 379         | [ 11 ]      |
| 1897 | 671         | [ 10 ]      |
| 1908 | 713         |             |
| 1914 | 966         |             |
| 1916 | 894         |             |
| 1922 | 249         |             |
| 1926 | 414         | [ 10 ]      |
| 1931 | 569         |             |
| 1939 | 758         | [ 10 ]      |
| 1959 | 583         | [ 10 ]      |
| 1970 | 891         | [ 10 ]      |
| 1979 | 955         | [ 10 ]      |
| 1987 | 1200        |             |
| 1989 | 693         | [ 10 ]      |
| 2001 | 458         | [ 10 ]      |
| 2011 | 568         | [ 12 ]      |